# Sódzso
A sódzso (少女 – „lány”, angol átírás szerint shōjo) japán szó, mely kifejezésként azokra az animékre és mangákra utal, melyeket elsősorban lányoknak készítenek. A stílus történeteit általában romantikus melodrámáknak szokták tekinteni, ahol a főszereplőket „lányos” motívumok veszik körül. Ezzel ellentétben azonban a történetek palettája ennél sokkal szélesebb, mely felöleli a történelmi események feldolgozó műveket, a fantasy vagy éppen horror történeteket is. Az ilyen célközönségű alkotásokra jellemző, hogy a fiú és férfi szereplők sokkal kidolgozottabbak, mint általában, ezzel szemben a női szereplők sokszor, de nem mindig, elhanyagoltnak tűnhetnek.
Tipikus sódzsó manga, anime pl.: Kamikaze Kaitou Jeanne, Mermaid Melody Pichi Pichi Pitch, Ouran High School Host Club, Sailor Moon, Tokyo Mew Mew, Vampire Knight, Ultra ManiacNana, Hana-Kimi sorozat.

## Lásd még
- Mahó sódzso